# Municipio de Xayacatlán de Bravo
El municipio de Xayacatlán de Bravo (del nahuatl: xalli; yacatl; tlán ‘arena; punta, nariz, esquina; junto, cerca’‘Cerca de la esquina de arena’) es un municipio situado en el estado mexicano de Puebla. Según el censo de 2020, tiene una población de 1570 habitantes. Fue fundado en 1930 y su cabecera es la ciudad de Xayacatlán de Bravo.

## Geografía
El municipio se encuentra a una altitud promedio de 1260 m s. n. m. y abarca un área de 59.91 km². Colinda al norte con el municipio de Santa Inés Ahuatempan, al oeste con el municipio de San Jerónimo Xayacatlán y al sur con el municipio de Acatlán.